# سال‌های گورباچف
سال‌های گورباچف کتابی است از شارل بتلهایم. این کتاب شامل ۲۵۹ صفحه است و از سوی انتشارات نشر نی به چاپ رسید.
کتاب سال‌های گورباچف با عنوان انقلاب سوم یا پرسترویکا مؤخره‌ای است که شارل بتلهایم به درخواست ناصر فکوهی مترجم کتاب محکومان، مبارزات طبقاتی در شوروی (۱۹۴۱-۱۹۳۰) برای ترجمه فارسی دو کتاب محکومان و حاکمان تألیف کرد. ترجمه دو کتاب مذکور در اواخر سال ۱۹۸۸ به پایان رسیده بود.
این کتاب شامل ۷ فصل است.

## پی‌نوشت
1. ↑  «سال‌های گورباچف». انسان‌شناسی و فرهنگ. جمعه، ۱۹ آذر. بایگانی‌شده از اصلی در ۱۶ مه ۲۰۱۱. دریافت‌شده در ۶ فروردین ۱۳۹۰. از پارامتر ناشناخته |ماه= صرف‌نظر شد (کمک); تاریخ وارد شده در |تاریخ=، عدم تطابق|سال= / |تاریخ= را بررسی کنید (کمک)